# Романцево-Дубиково
Романцево-Дубиково — деревня в Гаврилов-Ямском районе Ярославской области. Входит в состав Великосельского сельского поселения.

## География
Деревня находится на расстоянии 4 км к западу от города Гаврилов-Ям, административного центра района, и 35 км к югу от города Ярославль, административного центра области.

### Часовой пояс
Деревня Романцево-Дубиково, как и вся Ярославская область, находится в часовой зоне МСК (московское время). Смещение применяемого времени относительно UTC составляет +3:00.

## Население
| 2007 | 2010 |
| ---- | ---- |
| 55   | ↘32  |